# Autoestrada A52 (Itália)
A Autoestrada A52 (também conhecida como Tangenziale Nord di Milano) é uma autoestrada tangencial da zona norte de Milão, na Itália. Com 12 km de extensão, sua gestão está a cargo da concessionária Milano Serravalle - Milano Tangenziali S.p.A. Juntamente com a A50 e A51, forma o anel viário da capital da Lombardia.

## Percurso
| Tangenziale Nord di Milano | |      |      |           |
| Tipo                       | Saída | ↓km↓ | ↑km↑ | Província |
|                            | Tangenziale Est di Milano                                                                                       | 0,0  | 13,0 | MI        |
|                            | Sesto San Giovanni Sud saída só em direção sudoeste; entrada somente em direção nordeste.                       | 1,0  | 12,0 | MI        |
|                            | Sesto San Giovanni MM1 Sesto Marelli                                                                            | 3,0  | 10,0 | MI        |
|                            | Barriera Sesto San Giovanni (pedágio 1,80 €)                                                                    | 3,7  | 9,3  | MI        |
|                            | Autostrada Torino - Trieste                                                                                     | 4,3  | 8,7  | MB        |
|                            | Monza Sant'Alessandro                                                                                           | 4,6  | 8,4  | MB        |
|                            | Monza MM1 Sesto 1º Maggio FS                                                                                    | 5,3  | 7,7  | MB        |
|                            | Cinisello Balsamo Robecco saída só em direção sudoeste; entrada somente em direção nordeste.                    | 5,8  | 7,2  | MB        |
|                            | Monza Villa Reale del Lago di Como e dello Spluga Lecco - Colico - Sondrio Cinisello Balsamo - Milano V.le Zara | 6,5  | 6,5  | MB        |
|                            | Cinisello Balsamo Nord-Muggiò                                                                                   | 8,0  | 5,0  | MI        |
|                            | Nova Milanese                                                                                                   | 9,5  | 3,5  | MB        |
|                            | Area Servizio "Cinisello Balsamo Nord"                                                                          | 10,5 |      | MI        |
|                            | Paderno Dugnano Cusano Milanino                                                                                 | 11,5 | 1,5  | MI        |
|                            | Superstrada Milano-Meda                                                                                         | 13,0 | 0,0  | MI        |